# Sorrowburn
Sorrowburn è il primo album in studio del gruppo gothic metal finlandese Charon, pubblicato nel 1998.

## Tracce
1. Burndown – 2:06
2. Wortex – 4:57
3. Breeze – 3:37
4. Serenity – 4:34
5. To Serve You – 3:12
6. Nightwing – 4:08
7. Neverbirth – 6:31
8. Kheimos – 3:36
9. November's Eve – 4:54
10. Morrow – 8:33

## Formazione
- Juha-Pekka "JP" Leppäluoto - voce
- Pasi Sipilä - chitarra
- Jasse von Hast - chitarra
- Ant Karihtala - batteria
- Teemu Hautamäki - basso